# Mikuma (1935)
El Mikuma (三隈Mikuma?) fue un crucero pesado japonés de la clase Mogami, construido en los astilleros de Mitsubishi en Nagasaki.

## Construcción y características
Originalmente fue botado como crucero ligero debido a sus torretas triples de 155 mm, al año de servicio fue remodelado para eliminar graves problemas de diseño. El Tratado Naval de Washington impedía desarrollar cruceros de más de 10 000 toneladas, y aunque el Mikuma las superaba, estaba demasiado sobrecargado de armamento, por lo que su estructura carecía de la resistencia necesaria. Por ejemplo, al disparar simultáneamente sus piezas principales, las soldaduras laterales del casco literalmente eran arrancadas de su posición. 
Tras la corrección de estos problemas, fue reasignado como crucero pesado, donando sus torretas triples de 155 mm al nuevo acorazado Yamato, y equipando en su lugar torretas dobles de 205 mm.

## Historial de servicio
En el ataque a Pearl Harbor este crucero estaba anclado en Samah, en la isla de Hainan, parte de la China ocupada.
Participó en la invasión de Malasia y en la búsqueda de la Fuerza Z cuya principal fuerza eran los navíos HMS Prince of Wales y HMS Repulse. Con el hundimiento de estos navíos por parte de la aviación japonesa, se canceló la búsqueda.
Participó en la invasión de Kuching, Borneo y Sumatra actuando como transporte y apoyo. Tuvo una destacada participación en la batalla del Estrecho de la Sonda donde dañó a los cruceros  USS Houston y HMAS Perth quienes se hundieron más tarde a causa de los 90 torpedos lanzados por los japoneses. Además, un dragaminas japonés también resultó hundido, y dañados cuatro transportes, dado el extraordinario alcance, hasta 40 kilómetros, de los torpedos japoneses Long Lance. Más tarde participó en el raid de Kurita sobre el Océano Índico que significó el fin de la presencia naval inglesa en esa zona. Posteriormente fue asignado como apoyo para la invasión de las islas Midway.

### Hundimiento

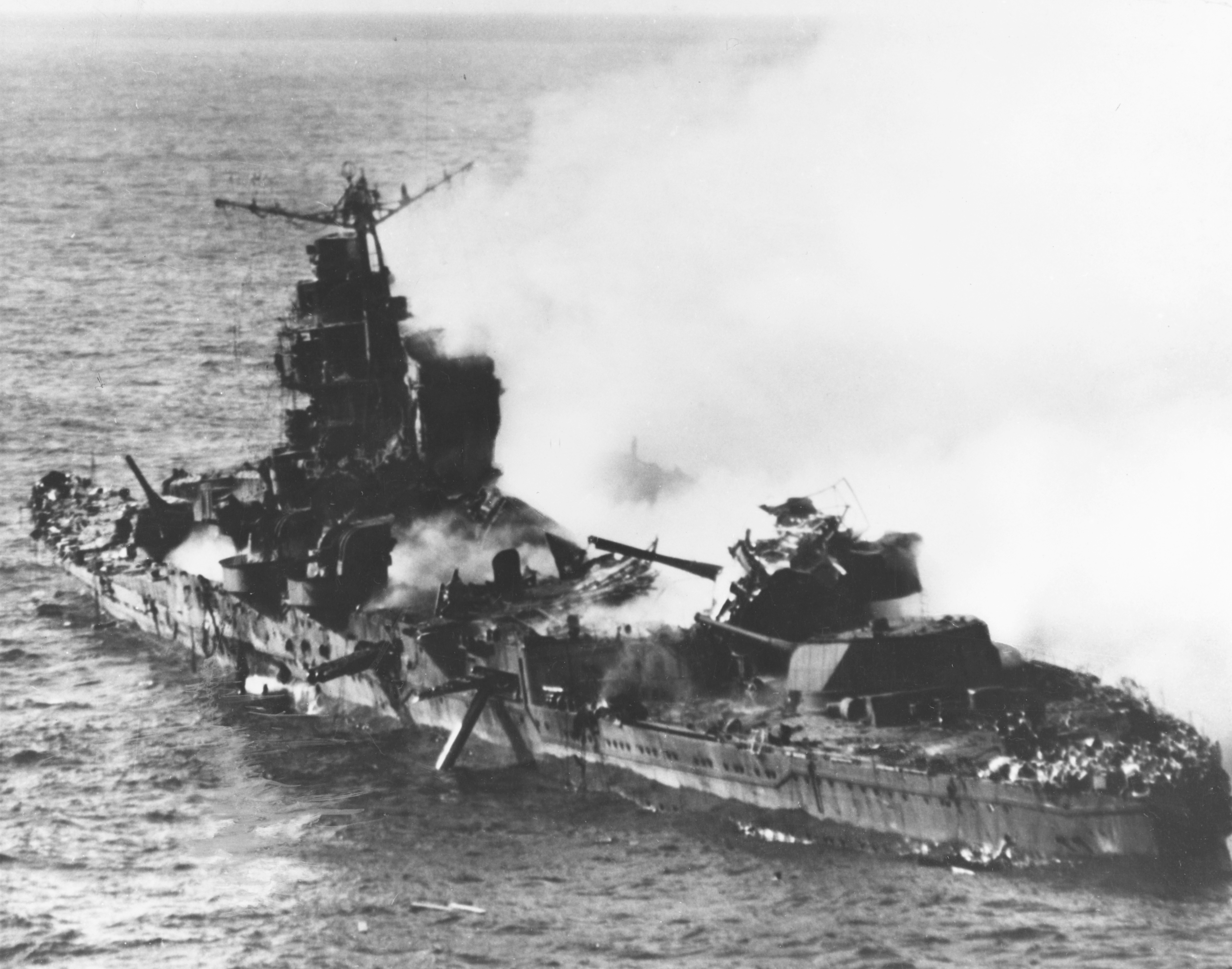
El Mikuma gravemente dañado el 6 de junio de 1942.

Durante la fase final de la batalla de Midway, a las 21:38 del 5 de junio de 1942, el Mikuma fue embestido accidentalmente por su gemelo Mogami, que interpretó erróneamente una orden para evitar posibles torpedos. Tras el choque, ambos buques siguieron siendo capaces de navegar, pero a velocidad reducida. Se recibió la orden del vicealmirante Nobutake Kondo de que los dos cruceros se retiraran del grueso de la flota, y siendo escoltados por los destructores Arashio y Asashio.
En la madrugada del 6 de junio los cuatro buques fueron atacados inicialmente a las 5:34 por bombarderos pesados B-17 provenientes de Midway, que no consiguieron dañarles. A las 8:05 les atacaron 12 bombarderos en picado, que consiguieron impactos indirectos, pero el daño llegaría con tres oleadas de 81 bombarderos en picado Douglas SBD Dauntless provenientes de los portaaviones USS Enterprise y USS Hornet. Los destructores recibieron un impacto directo cada uno, el Mogami seis impactos de bombas, y el Mikuma cinco, pero con la mala fortuna de que una de las explosiones afectó a una de sus baterías de torpedos en la sección media que, al estallar, prácticamente destruyó la superestructura de la nave, zozobrando poco después. El Mikuma se hundió con una pérdida de 650 vidas. 240 tripulantes fueron rescatados por los tres barcos supervivientes, incluido su capitán, Sakiyama, quien murió dos días después a causa de graves heridas. Dos marinos japoneses que quedaron en una balsa fueron descubiertos días más tarde y hechos prisioneros por los estadounidenses.